# Baryconus nigricaput
Baryconus nigricaput är en stekelart som beskrevs av Alan Parkhurst Dodd 1914. Baryconus nigricaput ingår i släktet Baryconus och familjen Scelionidae. Inga underarter finns listade.